# 平岡ダム
平岡ダム（ひらおかダム）は、長野県下伊那郡天龍村平岡地先、天竜川本川に建設されたダムである。長野県では最南端に位置する水力発電用の重力式コンクリートダムで、その高さは戦前に建設・計画された天竜川水系のダムの中では最大の62.5メートル。
ダムに付設する平岡発電所は最大出力10万1,000キロワットと天竜川水系の一般水力発電の中では規模が大きい。ダムの下流は佐久間ダムが形成した佐久間湖の上端にあたり、天竜川は平岡ダムから佐久間ダムまでの33キロメートルの区間は佐久間湖となる。また、平岡ダムが形成するダム湖（人造湖）は中部電力の管理ではなく、国土交通省中部地方整備局の直轄区間である。
上流側の川底に貯めこまれた土砂の割合を示す堆砂率は、平成15年12月31日現在84.8％で、総貯水容量500万トン以上のダムの中で最も高い。

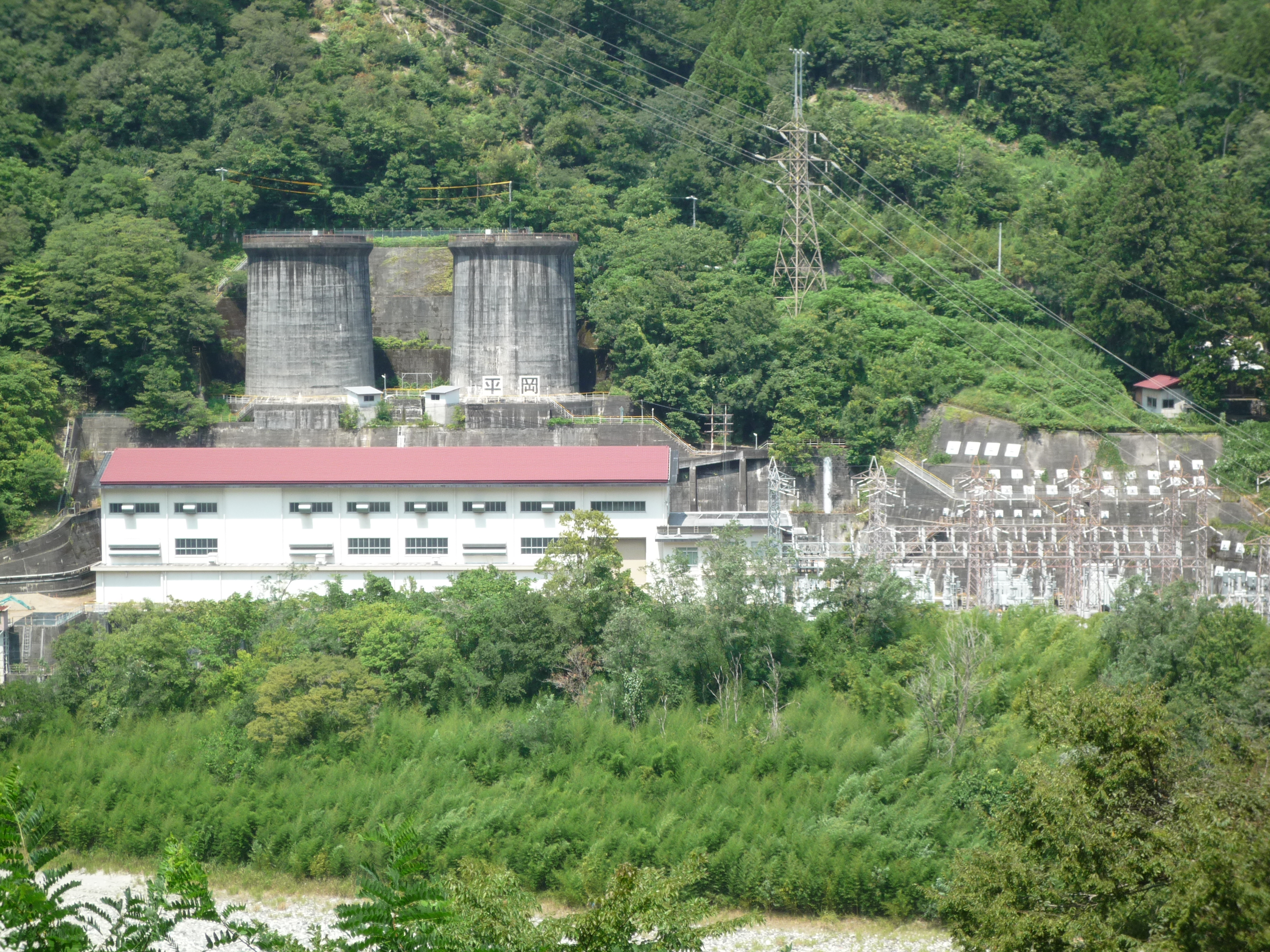
平岡発電所

## 歴史
福澤桃介によって手掛けられた天竜川の水力電源開発事業は、1935年（昭和10年）の泰阜ダム完成によって本格的なダム式発電所建設へと発展していった。天竜川電力（後に矢作水力と統合）は泰阜ダム下流の平岡地点にダムを建設し、発電を行う計画を1938年（昭和13年）に着手した。
この間にも電力の国家統制策が進み矢作水力は解散、日本発送電株式会社によって事業は継承され建設は継続された。折りしも太平洋戦争に突入した時期であり、中国・朝鮮半島の人々や敵対する連合国軍の捕虜を強制的に建設工事に使役した。
戦後、日本発送電は過度経済力集中排除法に抵触。1951年（昭和26年）に分割・民営化され中部電力株式会社が事業を継承し、同年完成した。